# Istočno Sarajevo
Istočno Sarajevo je mesto v Bosni in Hercegovini. 